# Jan Fabre
Pour les articles homonymes, voir Fabre.
Jan Fabre, né le 14 décembre 1958 à Anvers en Belgique, où il vit et travaille, est un dessinateur, un sculpteur, un chorégraphe et un metteur en scène de théâtre.

## Biographie et activités
Né d'un père faisant de l'illustration botanique et d'une mère infirmière, Jan Fabre est issu d'une famille de trois sœurs et un frère.

### Plasticien

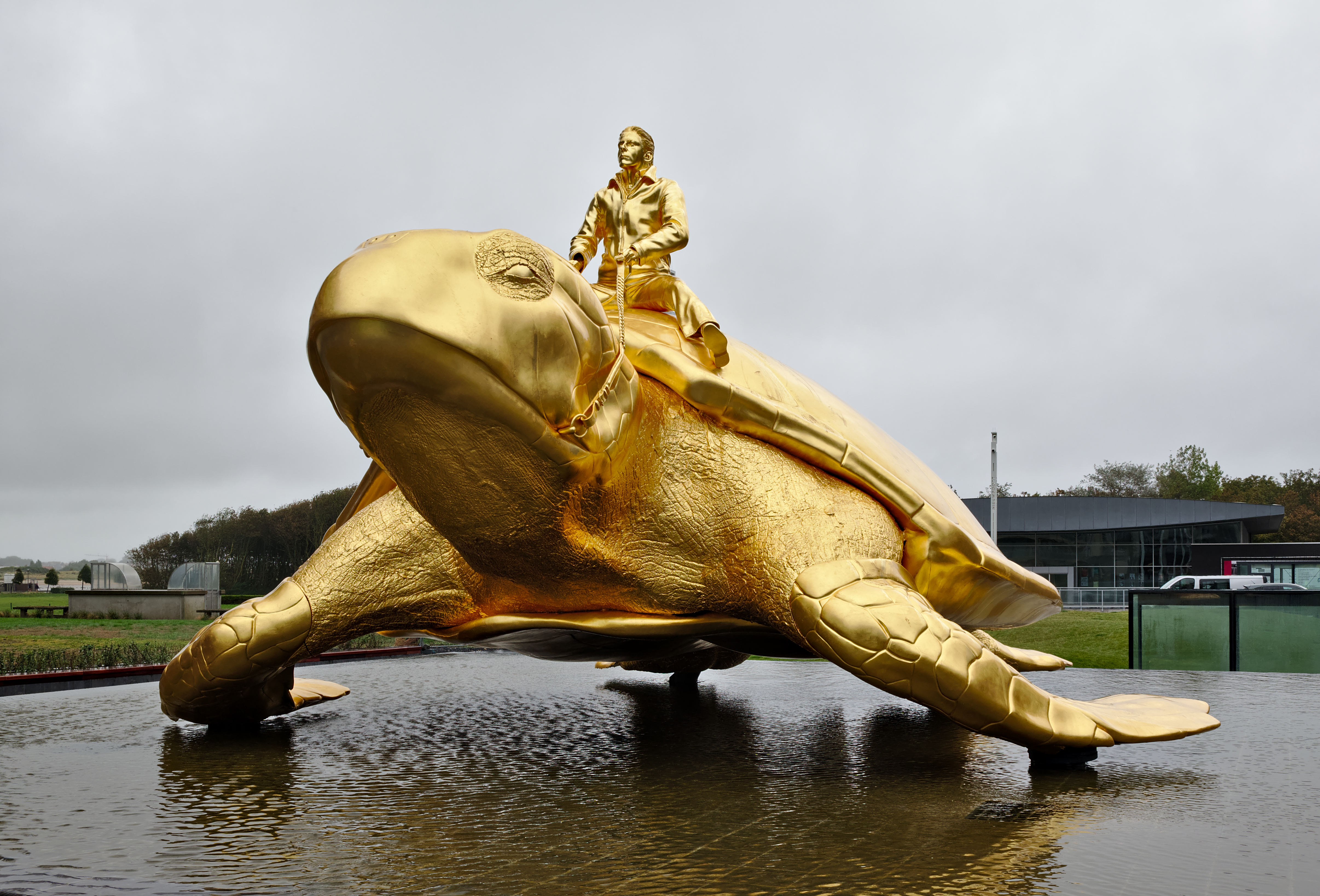
Searching for Utopia (Nieuwpoort).

Après avoir étudié à l’École des Arts décoratifs et à l’Académie royale des Beaux-Arts d’Anvers, Jan Fabre s’intéresse dès 1976 à l’art de la performance, peignant avec son propre sang en 1977. Passionné par les insectes étant enfant, il donne un rôle très important aux scarabées dans ses sculptures, ainsi que dans ses spectacles, qu'il organise en prenant pour modèle ces insectes. Il affirme que Les Souvenirs entomologiques, de l'entomologiste Jean-Henri Fabre, son arrière-grand-père, font partie de ses livres de chevet. Il voit également dans le Gesamtkunstwerk (œuvre d'art totale) de Richard Wagner, qui mêle différentes disciplines, une source d'« inspiration fondamentale »,,,.

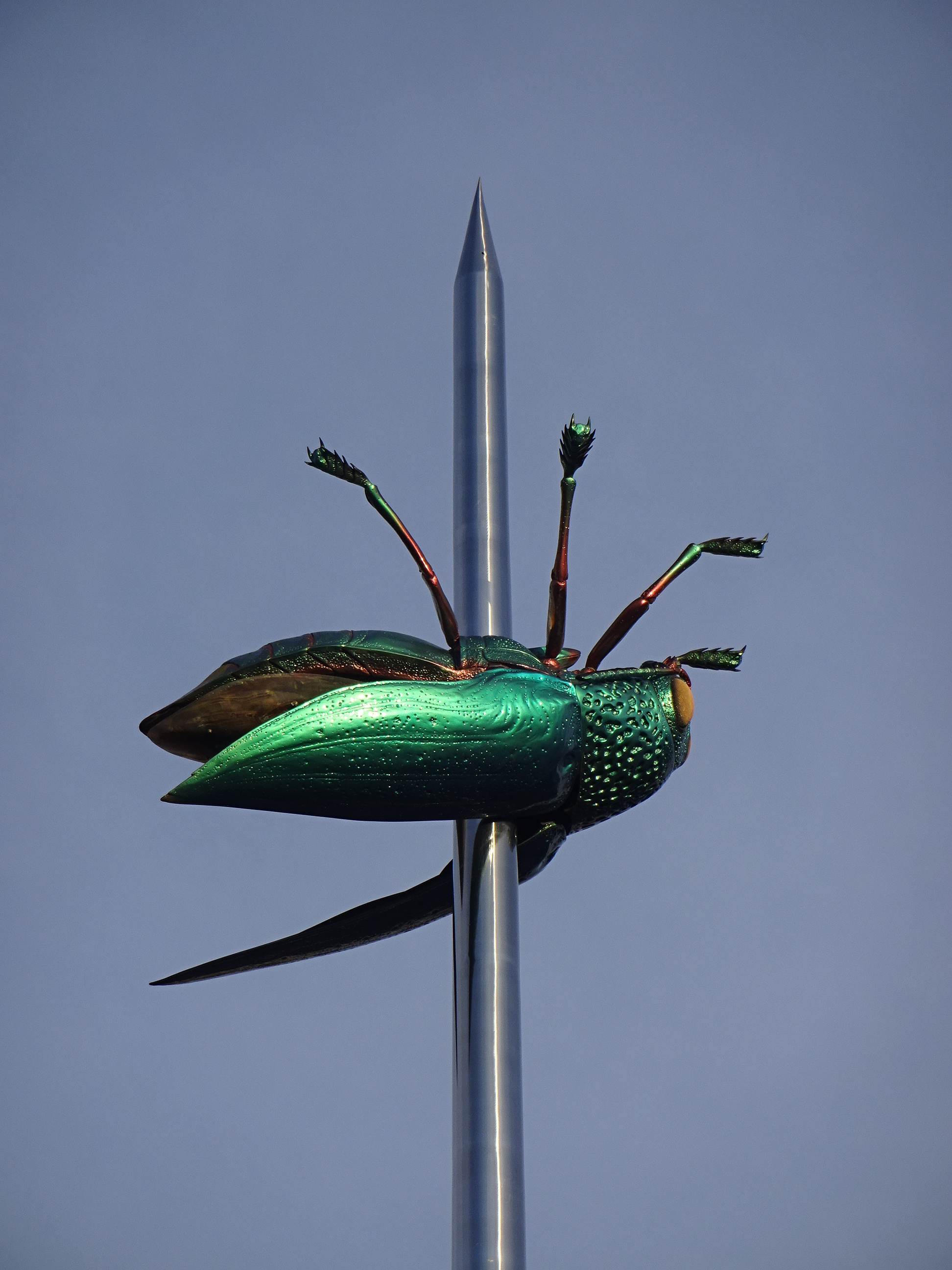
Totem sur la place Monseigneur Ladeuze à Louvain.

Jan Fabre a exposé ses œuvres, ainsi que ses créations théâtrales, à la Biennale de Venise, à la Documenta de Cassel, au Musée de l'Ermitage à Saint-Petersbourg, au Stedelijk Museum Amsterdam, au documenta de Cassel, au Museum of Contemporary Art de Gand, au Musée Pecci de Prato, au Kunstverein de Hanovre, à Budapest, Helsinki, Lisbonne, Varsovie, Bâle, Francfort, Munich. En 2003, Jan Fabre a exposé son travail à la Fondation Joan-Miró de Barcelone, à la Fondation pour l'art contemporain Salomon près d'Annecy, à la Galerie d’Art moderne et d’Art contemporain de Bergame. Il est représenté par la Galerie Daniel Templon à Paris et Bruxelles,,.  
Une des œuvres les plus célèbres de Jan Fabre est le revêtement du plafond de la salle des Glaces du palais royal de Bruxelles, inauguré en octobre 2002 par les souverains, qu'il a recouvert de 1,4 million de carapaces de scarabées. La reine Paola avait découvert quatre ans plus tôt la dimension internationale de Jan Fabre lors d'une exposition à Venise. Il imagine, sur demande de la reine, un revêtement pour le plafond composé de 1,4 million de carapaces de scarabées thaïlandais, choisis pour leur capacité à réverbérer la lumière. Ces petites coques de 27 mm donnent des tons changeants selon leur orientation, passant de toutes les teintes de vert à certaines formes de bleu, et forment des motifs végétaux dans lesquels se dissimule la lettre « P », pour Paola,. Le nom de l'œuvre, « Heaven of Delight » — le « Ciel des délices » — fait écho au Jardin des délices de Jérôme Bosch, source d'inspiration majeure pour Jan Fabre.
En 2008, Jan Fabre est l'invité du musée du Louvre à Paris dans le cadre de l'exposition Jan Fabre, l'Ange de la métamorphose. Elle est inaugurée par la reine Paola et la ministre française de la Culture Christine Albanel. Le Louvre lui met à disposition les salles consacrées aux peintures des écoles du Nord, dans lequel il crée un parcours où une quarantaine de ses œuvres sont mises en écho des chefs-d'œuvre de Jan van Eyck, Rogier van der Weyden, Jérôme Bosch, Quentin Metsys, Rembrandt, ou Rubens,,,. Selon France Culture, Jan Fabre met en résonance les œuvres des maîtres avec ses thèmes préférés : « la mort et la résurrection, les vanités, le sacrifice, la folie, le carnaval, les guerres, le travail de création... ».

### Metteur en scène et chorégraphe
De 1980 (Theater geschreven met een K is een kater) à 2005 (L'Histoire des larmes), Jan Fabre a mis en scène et en mouvement une trentaine de pièces mêlant théâtre et danse[réf. souhaitée]. Ses œuvres peuvent être considérées par certains comme particulièrement choquantes (ces dernières années surtout) et déchaînent à chaque fois les passions dans le public[Interprétation personnelle ?]. Images crues, corps dénudés, sexe, scatologie, violence sont parfois durs à supporter pour un public non averti. Il est considéré comme un des artistes les plus polémiques de ces dernières années.

### Polémiques liées à l'œuvre artistique

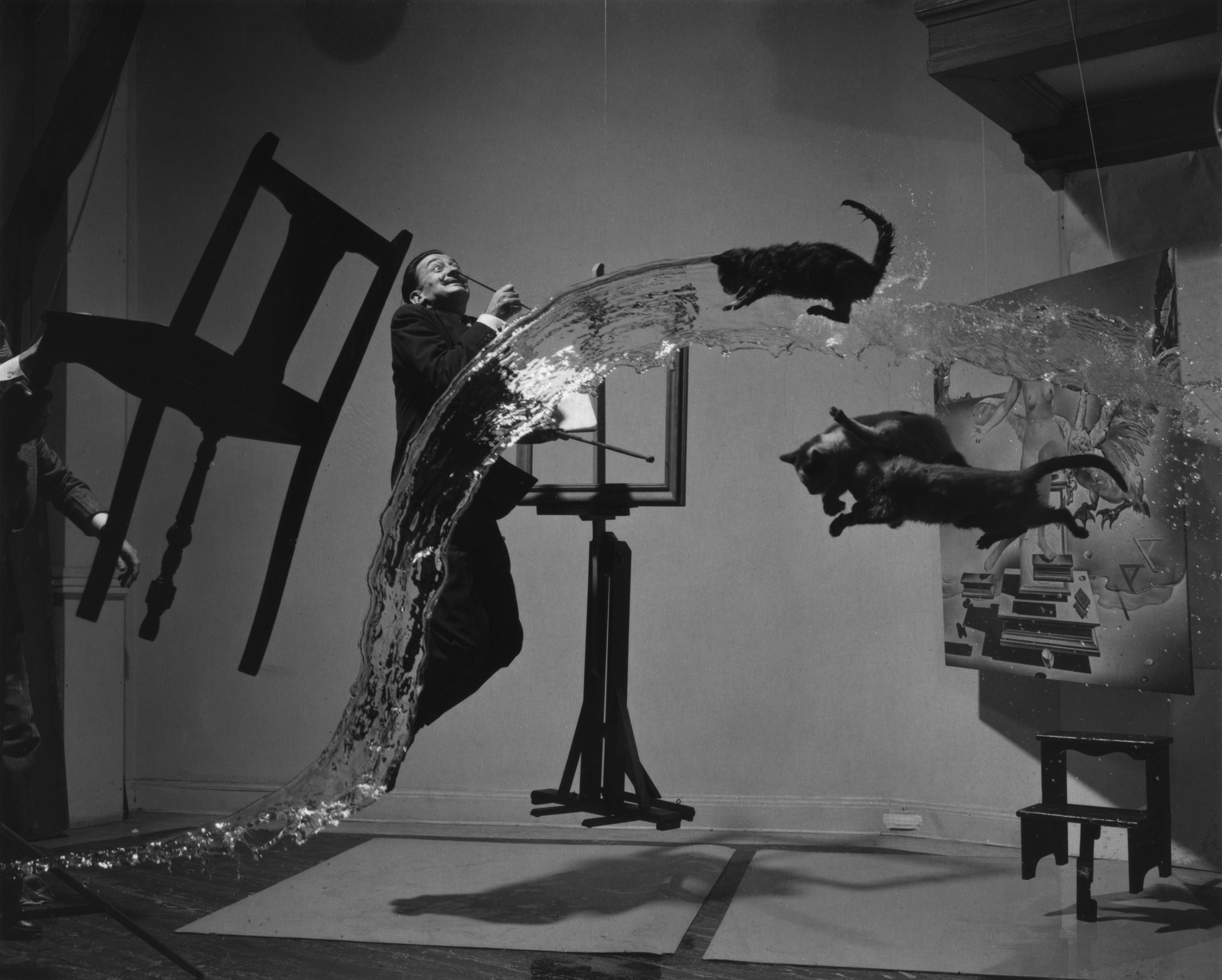
Dali Atomicus, photographie de Philippe Halsman mettant en scène Salvador Dalí, publiée dans Life en 1948.

Jan Fabre au cours de sa carrière a souvent créé des polémiques notamment concernant la nudité, la sexualité ou la scatologie. En 2005, Jan Fabre est artiste associé pour la 59e édition du Festival d'Avignon et présente l’Histoire des larmes, dans la Cour d’honneur du palais des Papes. Avec l’Histoire des larmes, Jan Fabre travaille l’exploration de l’animalité des corps et de ses sécrétions avec ses comédiens qu’il nomme « guerriers de la beauté ». Son œuvre est très plastique, chorégraphiée et laisse plus de place aux images qu’au texte. Cette œuvre va créer une véritable onde de choc. On[Qui ?] lui reproche trop de violence, d’élitisme, mais aussi son manque de texte, et donc de théâtralité, comme la plupart des œuvres en cette saison. Ce qui provoqua une polémique particulièrement importante sur le choix de programmation de la production de cette année-là : « Lamentable » pour certains spectateurs, pour d’autres il y a une forme de nouveauté.
En effet, selon Jan Fabre, (entretien réalisé par Irène Filiberti et Jean-François Perrier), à la différence des éditions précédentes la programmation a davantage porté son choix par rapport à l’identité artistique des artistes et leur univers plutôt que par leurs mises en scène. L’artiste Flamand a contribué à remettre en jeu la poésie et les arts visuels avec de jeunes metteurs en scène comme Jean-François Sivadier, et Gisèle Vienne,. Cette saison sera selon la critique, centrée autour d’une esthétique de la violence et de formes pluridisciplinaires, et performatives. Ce qui fait opposition au théâtre de texte habituellement présenté.
Ce changement sera majoritairement désapprouvé et certains vont s’insurger sur les dérives du théâtre à Avignon en 2005 de façon claire, comme Régis Debray, dans Sur le pont d’Avignon. A noter[style à revoir] que la notion de théâtre post-dramatique, d’un nouveau théâtre fragmentaire qui transgresse les genres, théorisé par Hans-Thies Lehmann était déjà répandue en Europe. Isabelle Barbéris dans L’humain débordé dans le théâtre post dramatique parle d’un nouveau règne, celui des créateurs ou des écrivains de plateau qui, par leur pratique remettent en question la position de l’auteur et du texte dans l’œuvre scénique. Ces nouvelles formes de théâtre décentrent le texte pour envisager les enjeux à partir du plateau, et questionnent la notion de représentation/dé représentation, ou de présentation de l’homme sur scène. Cela implique selon elle une « nouvelle mise en relation de l’humain qui reconfigure ses limites propres, pour venir les troubler, les déplacer, voire les annuler ». La transformation de cette relation entre la scène et la salle et de la relation à l’œuvre, rapproche davantage le théâtre de la performance, et du performance art.
D'après Christian Biet et Christophe Triau, il n'y a pas réellement de rupture en 2005 à Avignon . Ils observent en effet, que dans l’histoire, d’autres formes nouvelles de théâtre sont nées, on parle même de « Croisement de disciplines artistiques et de mélange des genres dans les arts de la scène sans parler de pluridisciplinarité ». Selon les auteurs, l’arrivée de la performance au théâtre ne fait pas exception, mais fait partie de l’hybridation constante du théâtre. D’autres critiques tels que Bruno Tackels et Georges Banu dans Le cas Avignon 2005  vont apporter un éclairage sur cette polémique en pointant du doigt la querelle des anciens et des modernes, l’opposition faite entre le théâtre de texte et le théâtre d’image, qui fait signe d’une transformation du spectacle vivant et l’avènement de nouvelles formes, non sans créer de confusion.

Jan Fabre est conscient de la rupture esthétique de son œuvre avec les attentes du public festivalier. Il défend que l’intérêt de l’art est d’infliger des blessures dans les pensées et/ou de les soigner. Malgré tout il dit ne pas défendre la violence, mais l’énergie et la vitalité. 

« Je pense que l’artiste a un combat à mener mais c’est un combat poétique pour défendre la vulnérabilité de la beauté et du genre humain. »

 Le metteur en scène conçoit son œuvre comme un appel à la prise de conscience d’une responsabilité commune pour le bien-être du monde. Mais pour la plupart des spectateurs, ses spectacles sont très pénibles à supporter: "crainte, aversion, peur, pitié, horreur, tristesse, répugnance, répulsion" face à ces représentations de violences humaines très vives.
En novembre 2012, lors de la réalisation d'une photo faisant référence à une œuvre de Salvador Dalí Dali Atomicus datant de 1948, il pratique des « lancers de chats » en l'air sur quelques mètres de hauteur dans les escaliers de l'hôtel de ville d'Anvers suscitant la colère d'associations de défense des animaux et de certains responsables politiques locaux ainsi que son agression physique et diverses menaces. L'artiste s'est excusé publiquement le lendemain regrettant « vivement que ces chats soient mal retombés » mais qu'ils allaient bien,,,.
En février 2016, Jan Fabre est nommé directeur artistique du festival d’Athènes et d'Epidaure par le ministère grec de la Culture pour une durée de quatre ans,. Mais dès avril 2016, il quitte son poste, après que les créateurs grecs ont publié une lettre ouverte demandant sa démission et celle du ministre. Jan Fabre voulait donner une dimension internationale au festival, et avait prévu une première édition 2016 « 100 % belge » — cette focalisation exclusive sur l'art belge résultant du peu de temps imparti pour mettre sur pied cette première édition  — et des éditions 2017 et 2018 comportant au moins 30 % d'artistes grecs. Jusqu'alors, le festival était à 90% grec, et les artistes grecs, rejoints par les partis politiques d'opposition, accusent Jan Fabre de « totalitarisme artistique ». Ils qualifient l'édition « 100 % belge » d'« injurieuse » et dénoncent un danger pour les « artistes grecs au chômage, depuis longtemps mis à rude épreuve »,,.
Cette même année, lors d'une rétrospective organisée par le musée de l'Ermitage, l'artiste fait à nouveau polémique en exposant des chiens empaillés suspendus par des crocs de boucher. Mikhail Piotrovsky, directeur de l'Ermitage déclare : « Fabre tente de donner une nouvelle vie aux chiens via l'art, et ainsi de vaincre la mort ».

### Condamnation pour agression sexuelle et violences
En 2018, une lettre ouverte, signée par vingt danseuses qui ont travaillé avec le chorégraphe, accuse Jan Fabre de « gestes déplacés, brimades, harcèlement et chantage sexuel », plongeant sa compagnie dans l'incertitude.
La publication de cette lettre est suivie quelques jours plus tard par celle d'un texte signé par plus de cent cinquante chorégraphes belges déclarant leur soutien et leur solidarité pour les performeurs et employés ayant témoigné. Les signataires s'engagent également « à un effort collectif pour atteindre un environnement de travail sain dans le champ des arts de la scène ».
En 2021, Jan Fabre est renvoyé devant la justice à Anvers pour « attentat à la pudeur » et « harcèlement sexuel »,. Le 29 avril 2022, il est condamné à  dix-huit mois de prison avec sursis et privation de ses droits civiques pour une durée de cinq ans, aux motifs de violence, harcèlement moral et sexuel au travail sur cinq danseuses et agression sexuelle sur une sixième plaignante, un baiser avec la langue non consenti,,.
En conséquence de sa condamnation le Palais des Beaux-Arts de Bruxelles annonce que l’œuvre « Le regard en dedans (L’heure Bleue) » qui orne les escaliers du musée ne sera plus éclairée la nuit pendant 18 mois et qu'une réflexion à plus long terme est engagée quant à savoir s'il faut distinguer l'homme de l'artiste.
La municipalité de Namur annonce que la sculpture « Searching for Utopia (nl) » surplombant la ville sera conservée, malgré la demande de retrait par des collectifs. Le bourgmestre déclare que la justice a jugé Jan Fabre mais pas son œuvre artistique. Mais, pour marquer la désapprobation de la ville des actes condamnés, l'œuvre fait l'objet de « mesures complémentaires » : durant dix-huit mois, un bandeau noir est posé sur les yeux du personnage représentant l'artiste lui-même, l'éclairage de nuit est suspendu, et un panneau est installé expliquant les raisons et le contexte de ces mesures,,,.
Selon le quotidien Het Laatste Nieuws, Jan Fabre faisait l'objet d'un culte de la personnalité. En 2016 Jan Fabre déclarait « Vivre avec moi est un enfer, je consume les gens ». Le quotidien affirme qu'à l’époque cela était considéré comme normal, correspondant à l’image que tout le monde se faisait d'un artiste excentrique, mais que le mouvement #MeToo a changé les perceptions.

## Principaux spectacles
- 1980 : Theater geschreven met een K is een kater
- 1984 : De macht der theaterlijke dwaasheden
- 1991 : Sweet Temptations
- 1993 : Da un altra faccia del tempo
- 1994 : L'Empereur de la perte
- 1995 : Une femme normale à en mourir
- 1997 : Glowing Icons
- 1998 : The Fin Comes a Little Bit Earlier This Siècle
- 2000 : As Long As the World Needs a Warriors Soul
- 2001 : Je suis sang (conte de fées médiéval)
- 2002 : Parrots & Guinea Pigs et Le Lac des cygnes
- 2004 : The Crying Body
- 2004 : Le Roi du plagiat
- 2004 : Quando l'uomo principale è una donna en collaboration avec Lisbeth Gruwez
- 2005 : L'Histoire des larmes[60]
- 2007 : Requiem für eine Metamorphose
- 2008 : Le Serviteur de la beauté
- 2009 : L'Orgie de la tolérance
- 2010 : Another Sleepy Dusty Delta Day
- 2010 : Preparatio Mortis
- 2011 : Prometheus Landscape II
- 2013 : The Tragedy of a Friendship
- 2015 : Mount Olympus[61]
- 2016 : Une tentative de ne pas battre le record du monde de l’heure établi par Eddy Merckx à Mexico en 1972 (ou comment rester un nain au pays des géants)
- 2018 : Belgian Rules / Belgium Rules[62]

## Sélection d’expositions depuis 2000

### Expositions personnelles

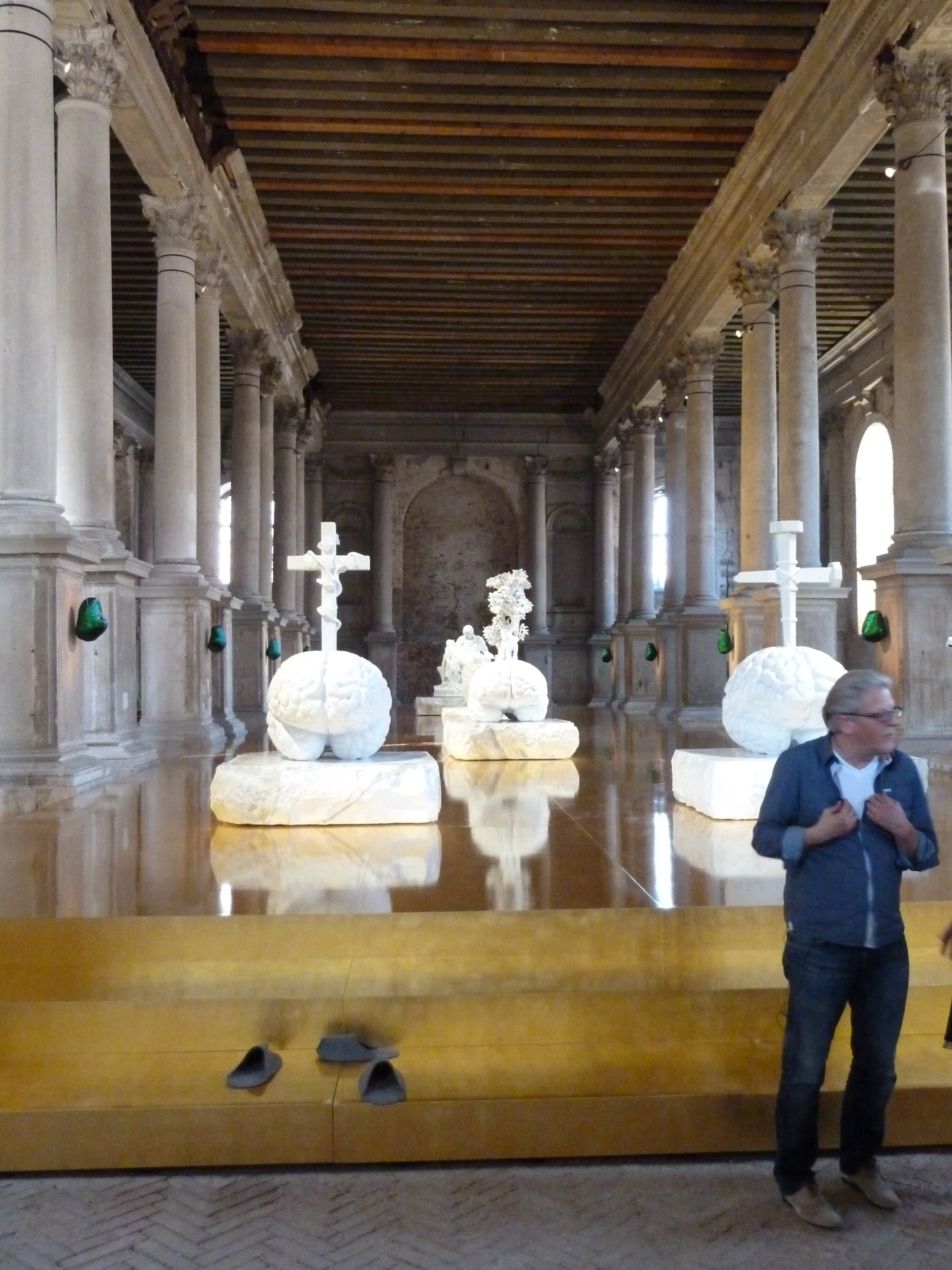
Jan Fabre à Pietas (Venise).

- 2000 :

Storage Room of a Warrior, Athènes, Alpha Delta Gallery
A Consilience, Musée d'histoire naturelle de Londres
Sustret. Een ontmoeting/Bctpe4a, avec Ilja Kabakov, Zagreb, Muzej Suvremene Umjetnosti
Annonce au monde extérieur, Galerie Daniel Templon, Paris
- 2001 :

Swords, skulls and crosses, Madrid, Espacio Minimo
Umbraculum. Een plaats in de schaduw waar gedacht en gewerkt wordt, ver van het gangbare leven. Otegem, Deweer Art Gallery
Tekeningen Ilad of the Bic-Art 1980, Zurich, Galerie Elisabeth Kaufmann
Angel and Warrior. Strategy and Tactics, Marugame, MIMOCA Museum of Contemporary Art
Memento Mori, Luxembourg, Galerie Beaumont-Public
Umbraculum. Un lieu ombragé hors du monde pour penser et travailler, Avignon, Chapelle Saint-Charles
Neue Arbeiten, Munich, Galerie Bernd Klüser
Solo Exhibition Jan Fabre. Progetto Roma 2001 Umbraculum. Un posto ombreggiato dove pensare e lavorare lontano dalla vita quotidiana, Rome, Galleria Comunale d’Arte Moderna e Contemporanea. L’uomo che misura le nuvole - l’uomo dalle gambe di carne. Rome, Academia Belgica
- 2002 :

Gaude succurrere vitae (Verheug u ter hulp te komen aan het leven), Gand, Stedelijk Museum voor Actuele Kunst (SMAK)
The great confinement, Salzbourg, Galerie Academia & Galerie Mario Mauroner Contemporary Art
- 2003 :

Umbraculum, Oslo, Kunstnernes Hus
Sanguis/Mantis, Galerie Daniel Templon
Gaude succurrere vitae (Rallegratevi di soccorrere la vita), Bergame, Galleria d’Arte Moderna e Contemporanea (GAMEC)
Gaude succurrere vitae (Alegrate de socorrer la vida), Barcelone, Fundacio Joan Miró
L’Homme qui donne du feu. Un choix dans l’œuvre sculpturale de Jan Fabre 1977-2003, Alex, Fondation d'art contemporain Salomon
- 2007 : Les Messagers de la mort décapités, galerie Daniel Templon de Paris
- 2008 : Jan Fabre, l'Ange de la métamorphose au Musée du Louvre à Paris.
- 2011 : Chimères, Galerie Daniel Templon de Paris
- 2011 : Pietas à la Biennale de Venise
- 2012 : Les Années de l'Heure Bleue - Dessins et sculptures, 1977-1922[63], Musée d'art moderne et contemporain de Saint-Étienne Métropole
- 2013 : Gisants, galerie Daniel Templon[64]
- 2013 : Hommage à Jérôme Bosch au Congo, 2011-2013, Palais des Beaux-Arts de Lille
- 2014 : Do we feel with our brain and think with our heart, Galerie [Daniel Templon de Bruxelles
- 2015 : Hommage au Congo Belge, galerie Daniel Templon de Paris
- 2016 :
  - Stigmata - actions & performances 1976-2016, musée d'art contemporain de Lyon
  - Jan Fabre. Spiritual Guards, à Florence. Exposition au Forte Belvedere, Palazzo Vecchio et Piazza della Signoria (Searching for Utopia (nl) et l'Homme qui mesure les nuages)[65].
  - Jan Fabre, State Museum Hermitage, Saint-Petersburg, Russia
- 2018 :
  - Folklore Sexuel Belge et Mer du Nord Sexuelle Belge, Galerie Daniel Templon de Paris
  - The Appearance and Disappearance of Antwerp/Bacchus/Christ, Galerie Daniel Templon de Bruxelles

### Expositions collectives
- 2000 :

5e Biennale d’Art contemporain de Lyon. Partage d’exotismes. Lyon, Halle Tony Garnier
La Beauté : nature à l’œuvre. Avignon, Clos de Trams & Espace Jeanne-Laurent & Palais des Papes
7 hügel - Bilder und Zeichen des 21. Jahrhunderts. Berlin, Martin-Gropius-Bau
Lost Paradise Lost. Kunst und sakraler Raum. World Expo 2000 – Hanovre, diverses églises
- 2001 :

Sonsbeek 9 : LocusFocus. Arnhem, divers lieux
Sous les ponts, le long de la rivière... Luxembourg, Les vallées de la Pétrusse et de l’Alzette / Fort Thüngen
1st Biennial of Valencia. The Body and Sin. Valence, Convento del Carmen
Collections d’artistes. Avignon, Collection Lambert
7th International Istanbul Biennial. Egofugal/Egokaç. Istanbul, divers lieux
- 2003 :

2003 Beaufort. Triënnale voor hedendaagse kunst aan zee. Divers lieux de la côte belge

## Prix et distinctions
- 2004 :  Grand officier de l'ordre de la Couronne
- 2009 : Prix spécial du jury du Syndicat de la critique pour L'Orgie de la tolérance[66]
- 2017:  Officier de l'ordre des Arts et des Lettres